# Lenguas nilóticas orientales
Las lenguas nilóticas orientales son un grupo de lenguas nilóticas, habladas por varios pueblos nilóticos entre los que están los maasái.

## Clasificación
Las lenguas nilóticas occidentales se dividen convencionalmente en tres grupos:
- Grupo bariː bari, kakwa, mandari
- Grupo lotuko-maa: lotuho, maasái-samburu.
- Grupo teso-turkana: karamojong, teso, toposa, turkana

Antes de la clasificación de Joseph Greenberg de las lenguas africanas, estas lenguas se clasificaban dentro de la familia nilo-camítica, hoy considerada obsoleta como clasificación. De hecho, existen interesantes diferencias entre estas lenguas y las que originalmente se denominaron "nilóticas" (ahora nilótico occidental. Por lo que respecta a las formas pronominales la diferencia entre la rama occidental y las otras ramas meridional y oriental (consideradas previamente nilo-camíticas): las ramas meridional y oriental tienen formas especiales en la inflexión de persona que no aparecen en la rama occidental. Otro punto en que difieren es el orden básico (VSO predominante en el grupo oriental y meridional; y SVO en el grupo occidental).

## Comparación léxica
Los numerales en diferentes lenguas nilóticas orientales son:
| GLOSA | Bari    | Lotuxo-Maa  | Lotuxo-Maa                     | Lotuxo-Maa               | Teso-Turkana | Teso-Turkana | Teso-Turkana         | Teso-Turkana | PROTO- NILÓTICO Or. |
| GLOSA | Bari    | Otuho       | Maasái                         | Samburu                  | Teso         | Turkana      | Karamojong (dodotho) | Toposa       | PROTO- NILÓTICO Or. |
| ----- | ------- | ----------- | ------------------------------ | ------------------------ | ------------ | ------------ | -------------------- | ------------ | ------------------- |
| '1'   | ɡɛ́lɛ̀ŋ   | ʌ̀bóíté      | nabô (f.) obô (m.)             | naɓô (f.) oɓô (m.)       | ìdʸòpét      | a-péì        | ɲí-péí               | péì          | *-bo(-i)            |
| '2'   | mʊ̀rɛ́k   | ʌ̀ríxèy      | aré (f.) aàre (m.)             | aré (f.) waáre (m.)      | ìɑɾè         | ŋa-áréì      | ŋí-ááréí             | áréì         | *a-rei              |
| '3'   | mʊ̀sálà  | xúnixòì     | uní (f.) okúni (m.)            | uní (f.) okúni (m.)      | íwúní        | ŋa-úní       | ŋúúní                | ʊ́nì          | *uni (f) *kuni (m)  |
| '4'   | ɪ́ŋwàn   | aŋwân       | oŋwán (f.) oóŋwan (m.)         | onɠwán (f.) oónɠwan (m.) | íwóŋón       | ŋa-ómwɔ̀n     | ŋóómwán              | ɔ́ŋwɔ́n        | *-ŋwan              |
| '5'   | mʊ̀kánàt | míèt        | ímíêt                          | ímɟêt                    | íkɑ̀ɲ         | ŋa-kànɪ̥      | ŋííkan               | kànì̥         | *miet *kani         |
| '6'   | búkɛ̀r   | ɪ́llɛ́        | íllɛ̂                           | ílê                      | íkɑ̀ɲɑ̂pè      | 5 ka-1       | 5 ka 1               | 5 kà-1       | *5+1                |
| '7'   | búryò   | xátt-àrɪ̀k   | naápishana (f.) oópishana (m.) | sápâ                     | íkɑ̀ɲɑ̂ɾè      | 5 ka-2       | 5 ka 2               | 5 kà-2       | *5+2                |
| '8'   | búdö̀k   | xóttó-xúnìk | (ísíêt)                        | (ísɟêt)                  | íkɑ̀ɲɑ̂wùní    | 5 ka-3       | 5 ka 3               | 5 kà-3       | *5+3                |
| '9'   | bʊ́ŋwàn  | xɔ́ttɔ́-ŋwàn  | naáudo (f.) oódó (m.)          | sâːl                     | íkɑ̀ɲɑ̂wòŋòn   | 5 ka-4       | 5 ka 4               | 5 kà-4       | *5+4                |
| '10'  | púwö̀k   | tɔ́mɔ̀n       | tɔ́mɔ̂n                          | tômôn                    | ítòmòn       | ŋa-tɔ̀mɔn     | ŋí-tomón             | tɔ̀mɔ́ní̥       | *-tɔmɔn             |
Los términos entre paréntesis son préstamos del kalenjin. Los términos del bari a partir de 5 muestran influencia del nilótico occidental.